# Fabian Schönheim
Fabian Schönheim est un footballeur allemand, né le 14 février 1987 à Kirn. Il évolue comme stoppeur.

## Palmarès
Vierge